# 谷口知平
谷口 知平（たにぐち ともへい 1906年 -1989年）日本民法学者。大阪市立大学名誉教授。生于京都府。
主要研究家族法，继承法以及不当得利法。
民事诉讼法学者谷口安平，是其子。